# Abdelbaki Chibi
Abdelbaki Chibi, né le 22 mars 1915 à Souk Ahras et décédé le 12 décembre 1989, est un homme politique français.